# 诺瓦克·加博尔
诺瓦克·加博尔（匈牙利語：Novák Gábor，1934年8月14日—2021年8月5日），匈牙利男子皮划艇运动员。他曾代表匈牙利参加1952年夏季奥林匹克运动会皮划艇比赛，获得男子单人划艇10000米银牌。